# Marijenburg (przystanek kolejowy)
Marijenburg (ros. Мариенбург) – przystanek kolejowy w miejscowości Gatczyna, w rejonie gatczyńskim, w obwodzie leningradzkim, w Rosji. Położony jest na linii Petersburg - Iwangorod.

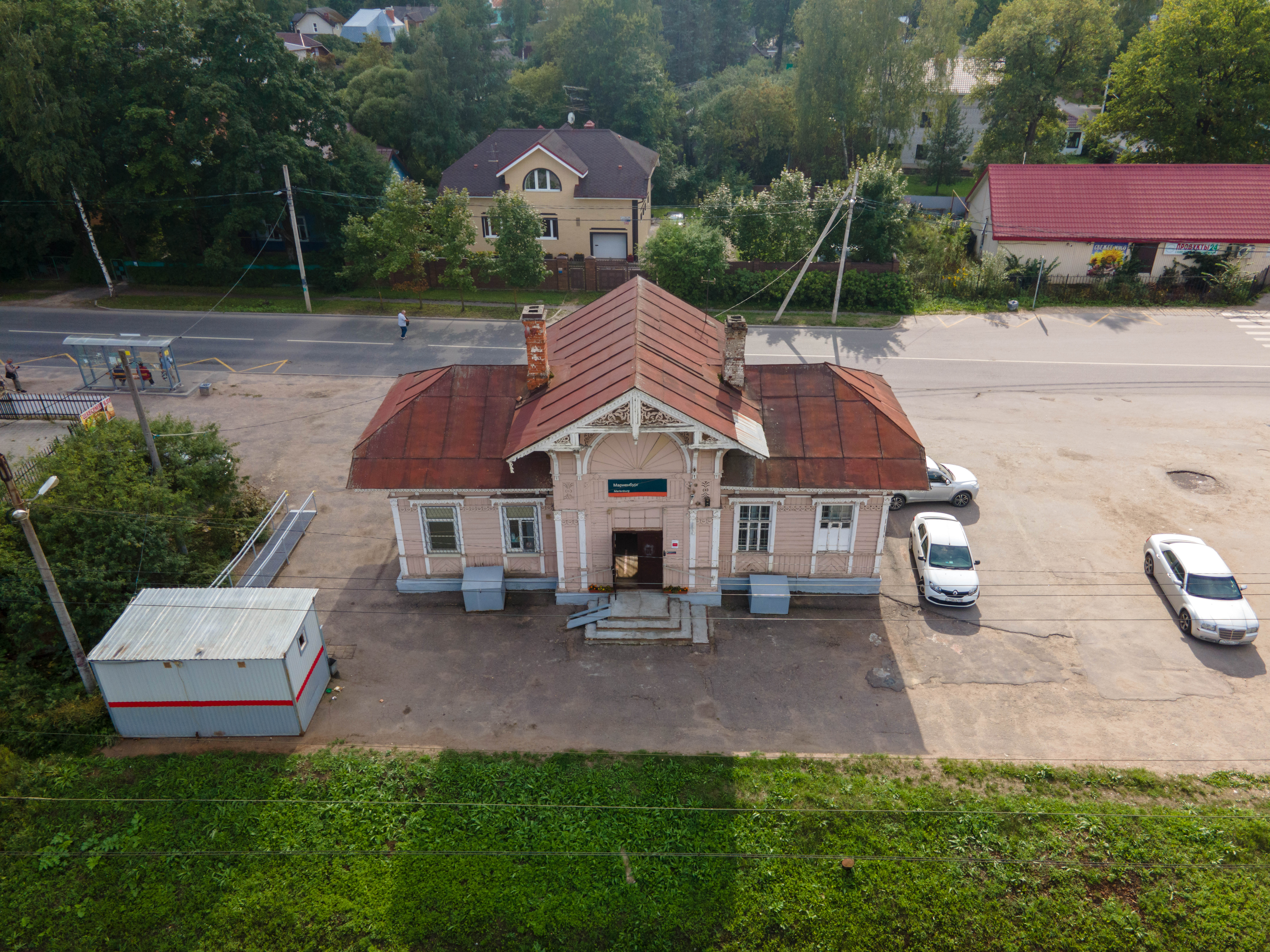

Przystanek powstał w XIX w.